# Mississippi Masala
Mississippi Masala is een Amerikaanse film uit 1991 geregisseerd door Mira Nair. De hoofdrollen worden vertolkt door Denzel Washington en Sarita Choudhury.

## Verhaal
Een Indiase familie moet in 1972 weggaan uit Kampala (Oeganda) vanwege het regime van Idi Amin en vertrekt naar Mississippi in de Verenigde Staten. In 1990 wordt de 24-jarige Mina verliefd op de Afro-Amerikaan Demetrius, maar haar Indiase familie gaat niet akkoord met haar relatie.

## Rolverdeling
| Acteur            | Personage          |
| ----------------- | ------------------ |
| Denzel Washington | Demetrius Williams |
| Sarita Choudhury  | Mina               |
| Roshan Seth       | Jay                |
| Sharmila Tagore   | Kinnu              |
| Charles S. Dutton | Tyrone Williams    |
| Joe Seneca        | Williben Williams  |
| Ranjit Chowdhry   | Anil               |
| Joseph Olita      | Idi Amin           |
| Mohan Gokhale     | Pontiac            |
| Mohan Agashe      | Kanti Napkin       |

## Prijzen en nominaties
- 1991 - Golden Osella
  - Gewonnen: Beste onderwerp en script
- 1991 - Gouden Leeuw
  - Genomineerd: Mira Nair
- 1992 - Silver Ribbon
  - Gewonnen: Beste regisseur van een buitenlandse film (Mira Nair)
- 1993 - Independent Spirit Award
  - Genomineerd: Beste film
- 1994 - Image Award
  - Gewonnen: Beste acteur (Denzel Washington)